# Monumento a Pedro Álvares Cabral

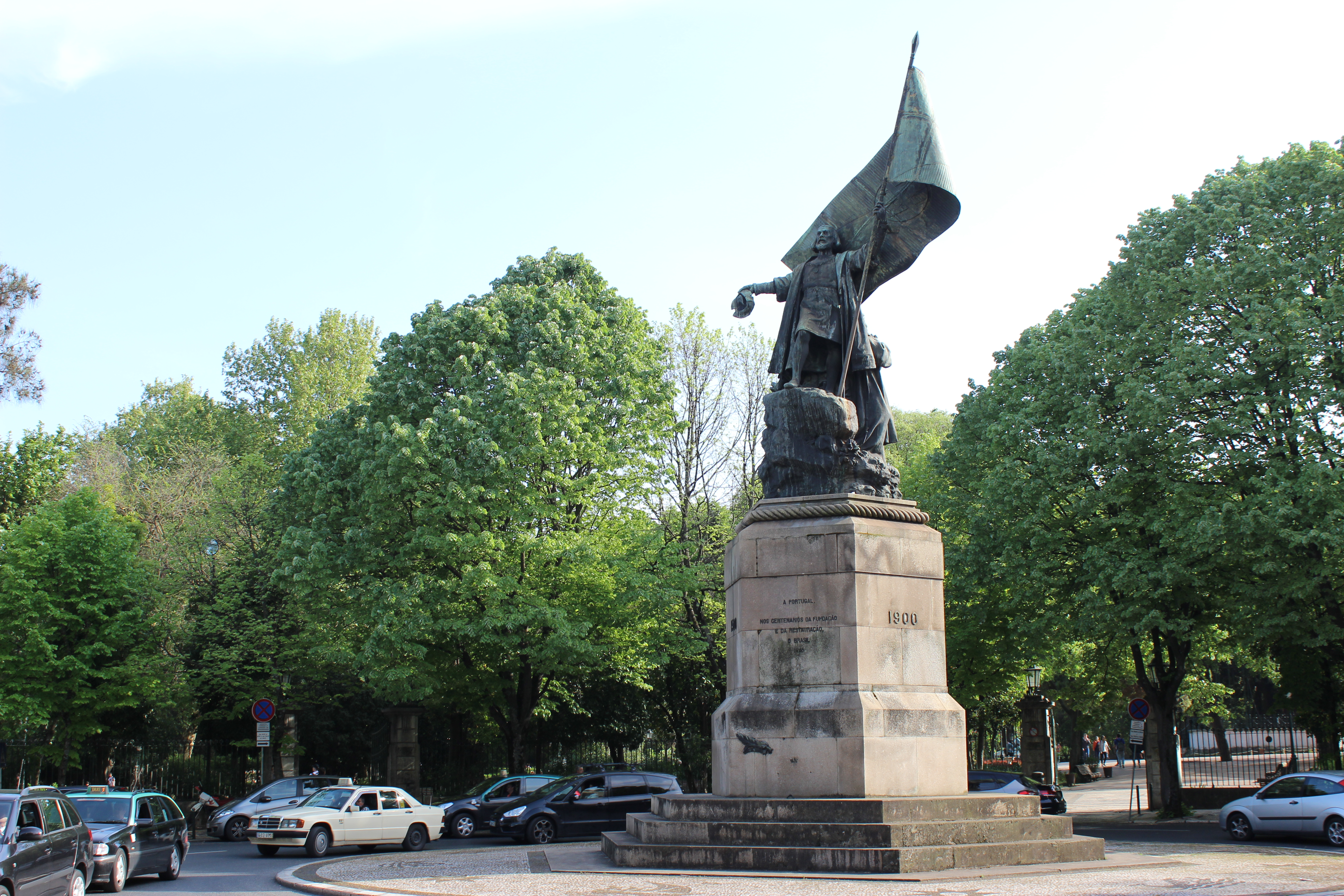
Monumento a Pedro Álvares Cabral em Lisboa.

O Monumento a Pedro Álvares Cabral é uma estátua dedicada a Pedro Álvares Cabral situada na freguesia de Campo de Ourique em Lisboa.
O monumento foi inaugurada em 1941 com honras militares, estando presentes representantes da marinha, da Legião Portuguesa e da Mocidade Portuguesa. O monumento é uma réplica do existente no Rio de Janeiro de autoria de Rodolfo Bernardelli e foi oferecida ao governo português, pelo governo brasileiro.